# Empyrium
Empyrium est un groupe allemand de folk metal symphonique, originaire de Hendungen. Le groupe, formé par Markus Stock alias Ulf Theodor Schwadorf, est actif entre 1994 et 2002, puis depuis 2010. Le groupe est initialement influencé par quelques sous-genres du heavy metal comme le black metal mélodique, et fait usage de paroles chantées en anglais et en allemand.

## Historique
Empyrium est fondé en 1994 par Markus Stock, utilisant le plus souvent le pseudonyme Ulf T. Schwadorf, et Andreas Bach. Le groupe débute en jouant du symphonique/folk doom metal. Leurs deux premiers albums A Wintersunset et Songs of Moors and Misty Fields peuvent être considérés comme du doom metal avec des influences symphoniques et folk. Ils mélangent voix claires et grognées, avec des guitares lentes et des sons d'ambiances.
Les deux albums suivants Where at Night the Wood Grouse Plays et Weiland sont plus acoustiques, avec une très forte influence néofolk. À la place des claviers, le groupe utilise des instruments acoustiques tels que violons, violoncelles,  flûtes. Le chant est toujours en voix claire. Dans Weiland, le groupe utilise en plus des chœurs et quelques touches de chant black metal. Le groupe puise son inspiration dans la nature, comme le révèlent les titres de leurs albums. Les textes sont la plupart du temps en anglais, sauf sur Weiland, chanté uniquement en allemand). Après Weiland, le groupe décide d'arrêter les enregistrements. En août 2006 leur label Prophecy Productions annonce qu'un nouvel album sera réalisé pour octobre de la même année. Appelé A Retrospective, il s'agit d'un retour sur l'histoire du groupe. L'album présente dix morceaux remasterisés, ainsi qu'une version réenregistrée de The Franconian Woods In Winter's Silence (sur l'album A Wintersunset), et deux nouveaux morceaux inédits, dans le style néofolk des derniers albums.
Le 17 septembre 2010, Prophecy Productions annonce la reformation du groupe, marquée par la parution du titre The Days Before the Fall inclus dans la compilation Whom the Moon a Nightsong Sings (en). Le dimanche 19 juin 2016, le groupe joue au Hellfest sur la scène The Temple.